# Таємниця Вандомської площі
Таємниця Вандомської площі (фр. Mystère place Vandôme) — французький телевізійний фільм, який вперше вийшов 29 грудня 2017 р. на швейцарському телеканалі RTS Un та 3 січня 2018 р. на  France 2  . Він належить серіалу Таємниці Парижа .

## Сюжет
Події розгортаються у 1898 р. Жанна Вассер працює на кухні розкішного готелю Ріц, що Вандомській площі у Парижі. У неї є 10-річний син Поль. Повернувшись додому зі школи, його викрадають. У ресторані повинна бути дипломатична трапеза, в якій зібралися емісари з кількох країн. Викрадачі вимагають, щоб Жанна могла взяти участь у приготуванні страви, щоб ввести отруту в соус. Поліцію повідомляє третя сторона, Роуз, тітка Жанни. Комісар Арман де Ламотт, який відповідальний за забезпечення безпеки гостей, починає розслідування. Жанна не зізнається комісару, що викрадачі зв’язалися з нею і сама намагається знайти сина.

## Знімальна група
- Директор : Рено Бертран
- Сценарист : Марі Віной та Ельза Марпу
- Продюсер : Стефан Моатті
- Кріплення : Лоуренс Баведін
- Фотографія : Марк Конінккс
- Його : Жан Казанова та Франк Карта
- Музика : Франсуа Кастелло

## Акторський склад
- Марілу Беррі : Жанна Вассер, човен з соусом у готелі Ritz
- Ен Броше : Роуз, тітка Жанни
- Елоді Наварра : Альбертіна, графиня Аленкур, гість готелю
- Фелісьєн Юттнер : Арман де Ламотт, комісар поліції
- Чарлі Дюпон : Огюст Ескоф'є, шеф-кухар готелю
- Філіп Олд : П’єтро Бранчіні, адміністратор готелю
- Клемент Обер : Жуль, подруга Жанни
- Сліман Єфса : Émile, кухар
- Крістоф Малавой : Сезар Ріц, менеджер готелю
- Бернард Кромбі : Герцог Рувре
- Вольфганг-ножиці : Австро-угорський посланник
- Солаль Де Монталівет : Пол Вассер
- Тео Коста-Маріні : Жорж

## Аудиторія
Під час трансляції на каналі France 2, цей телевізійний фільм отримав найкращу аудиторію вечора у Франції - 4 722 000 телеглядачів або 19 %  аудиторії  .